# Zubajra Tuchugov
Zubajra Alichanovitj Tuchugov, (ryska: Зубайра Алиханович Тухугов, tjetjenska: Зуба́йра Алиханович Туху́гов) född 15 januari 1991 i Groznyj, är en rysk MMA-utövare som sedan 2014 tävlar i organisationen Ultimate Fighting Championship.

## Bakgrund

### UFC 229Nurmagomedov-McGregorincidenten
Tuchugov var en av de inblandade. Han var den som hoppade in i ringen och slog McGregor i tinningen snett bakifrån. 29 januari 2019 meddelade NSAC att han suspenderats ett år (giltigt från och med 6 oktober 2018) och bötfälls 25 000 USD. 22 maj 2019 sänktes suspenderingen med 35 dagar vilket gjorde att han tilläts gå matcher igen från och med 1 september 2019.